# Пам'ятний знак на честь працівників механічного заводу (Ніжин)
Пам'ятний знак на честь працівників механічного заводу, які загинули на фронтах Німецько-радянської війни, є пам'яткою історії місцевого значення в Ніжині.

## Історія
Рішенням виконкому Чернігівської обласної ради народних депутатів трудящих від 31.05.1971 № 286 надано статус «пам'ятника історії місцевого значення» з охоронним № 95 під назвою «Пам'ятний знак на честь працівників механічного заводу, які загинули на фронтах Великої Вітчизняної війни 1941—1941 рр.».

## Опис
Пам'ятний знак розташований перед фасадом будинку № 37 вулиці Хмельницького — адміністративною будівлею механічного заводу. Пам'ятний знак встановлено 1965 року на честь 16 воїнів-працівників заводу, які загинули на фронтах Німецько-радянської війни 1941—1945 рр. Пам'ятний знак являє собою обеліск із нержавіючої сталі заввишки 3 м, увінчаний металевою зіркою, на цегляному потинькованому постаменті заввишки 1,5 м. На лицьовому боці постаменту закріплена бетонна плита з меморіальним написом і прізвищами полеглих працівників: «Працівникам механічного заводу загиблим на війні 1941-45. Агре І. Я., Береговий С. Я., Войтенко І. П., Губський О. М., Горошко М. І., Данильченко М., Колесник І. П., Короб В. Л., Логовець В. М., Манюкін В. І., Пучко П. У., Рубан В. Г., Таран А. І., Козир Г. Д., Чернета А. В., Шепель Я. Е., Малиновський Т. В.».